# マディソン (アラバマ州)
マディソン（英: Madison）は、アメリカ合衆国アラバマ州のマディソン郡にある都市。人口は5万6933人（2020年）。市域の
一部はライムストーン郡にある。ハンツビル・ディケーター合同統計地域に含まれる。

## 歴史
マディソンの初の居住者は、1818年にこの地域に住みついたジョン・カートライトであった。マディソンは当初マディソン駅として知られており、メンフィス&チャールストン鉄道の停車場の周囲に1850年代に成長した。マディソンは南北戦争で1864年3月16日に戦場となった。そのとき、ジェームズ・H・スチュアート大佐の騎兵大隊と騎馬砲兵に支援されたヨシア・パターソン大佐率いる第5アラバマ騎兵隊は、マディソンからアダム・G・ゴーガス大佐の第13イリノイ歩兵連隊を追い出した。パターソンの部下は第13イリノイ歩兵連隊の幌馬車隊を捕え、66人の捕虜を連行した。彼らは、撤退の前に北軍の補給物資を焼き、鉄道の線路を引き裂いた。第5オハイオ騎兵隊、第59インディアナ歩兵連隊及び第5アイオワ歩兵連隊の一部がハンツビルから追撃に送られ、その晩、マディソンの南のフレッチャー・フェリーでパターソンの後衛と交戦した。
近年では、マディソンはハンツビルの成長の早い郊外になった。マディソンの1980年の人口はおよそ4,000人であったが、現在の市の推定人口は35,000人を超えている。

## 教育
1997年に作られたマディソン市立学校システムは、マディソンとトリアーナからの8,000人の学生に貢献する。2024年現在、学校組織には6つの小学校、3つの中学校（ディスカバリー中学校、リバティ中学校、ジャーニー）と2つの高等学校（ボブジョーンズ高校、ジェームスクレメンス高校）がある。また、マディソンには少数の私立学校もあり、そのうち最も傑出した学校はマディソン・アカデミーである。

## 経済
マディソンの最大の雇用主はマディソンに拠点を置くコンピュータ装置会社であるインターグラフ社である。また、何千ものマディソンの住民が、近くのハンツビルにあるカミングズ研究公園とレッドストーン兵器廠に通う。市域内におけるマディソンの企業の大部分は小売であり、北のアメリカ国道72号線と南のマディソン大通りに沿って商店とファーストフード・レストランが建ち並んでいる。

## 輸送
マディソンの交通は、州間高速道路565号線とアメリカ国道72号線を基幹としており、マディソン大通りはI-565号線に平行して走っている。ノーフォーク・サザン鉄道は、マディソンを通り抜ける本線と支線を備えている。ハンツビル国際空港と鉄道貨物センターを含むインターモダル・センターであるポート・オブ・ハンツビルは、市のちょうど南にある。

## 地理
マディソンは、北緯34度42分54秒 西経86度44分23秒 / 北緯34.71500度 西経86.73972度 (34.715065, -86.739644)（34.715065、-86.739644）に位置する。
アメリカ国勢調査局によると、マディソンの総面積は60.2 km2（23.2 mi2）である。その60.0 km2（23.2 mi2）は陸地であり、0.30 %の0.2 km2（0.1 mi2）は水域である。

## 人口統計
2000年の国勢調査現在、マディソンには29,329人、11,143世帯、8,067家族が暮らしている。人口密度は、488.9人/km2（1,266.5人/mi2）である。12,121戸の住宅が平均密度202.1戸/km2（523.4戸/mi2）で建っている。人種構成は、白人80.15 %、アフリカ系アメリカ人13.00 %、ネイティブ・アメリカン0.63 %、アジア系3.51 %、太平洋諸島系0.06 %、その他の人種0.67%、混血1.98 %である。人口の2.30%は、ヒスパニックまたはラテン系でもある。
11,143世帯のうち42.5 %が18歳未満の子供たちと同居しており、60.1 %は同居夫婦である。9.6 %は出席している夫のいない女性が世帯主であり、27.6 %は非家族である。すべての世帯の23.9 %は単身世帯であるが、3.4 %は65歳以上の単独世帯である。1世帯あたりの人数は2.61人、1家族あたりの人数は3.13人である。
都市の年齢構成は18未満が30.3 %、18歳から24歳までが6.8 %、25歳から44歳までが35.8 %、45歳から64歳までが21.6 %、65歳以上が5.5 %である。年齢年齢は34歳である。女性100人あたり97.5人の男性がおり、18歳以上では、女性100人あたり94.5人の男性がいる。
都市の1世帯あたりの平均所得は63,849ドルであり、1家族あたりの平均所得は74,532ドルである。男性の平均所得は57,216ドルであり、女性の平均所得は32,316ドルである。都市に住む国民1人あたりの平均所得は27,821ドルである。およそ4.4 %の家族と5.8 %の住民は、貧困線以下である。18歳未満の7.5 %と65歳以上の8.2 %は貧困線以下の生活を送っている。
マディソン商工会議所によると、2004年現在、マディソンはアラバマ州で最も成長の早い都市である。

## 文化
スポーツ
- 2020年からアラバマ州モービルよりMLBロサンゼルス・エンゼルス傘下のダブルA級のチームが移転している。それに伴い「モービル・ベイベアーズ」からロケットシティ・トラッシュパンダズ（ロケットシティはマディソンに隣接し、アメリカのミサイル発祥の地でありマーシャル宇宙飛行センターがあるハンツビルに由来している）に改称された。